# 趙金鈴
趙 金鈴（ちょう きんれい、1123年 - ?）は、北宋の徽宗の第33皇女（夭逝を除いて第22皇女）。

## 経歴
純福帝姫の位を授けられた。
靖康の変後、純福帝姫は金に連行された。洗衣院で育てられ、成長後、完顔設野馬（完顔宗翰の長男、金鈴の異母姉の趙富金の後夫）により、翻訳官の王成棣と結婚させられた。以後の動静は不明であるが、『三朝北盟会編』（1162年完成）によると、同書の頃まで金で健在であったという。

## 伝記資料
- 『靖康稗史箋證』
- 『宋会要輯稿』
- 『三朝北盟会編』